# Easton, Hampshire
Easton är en by i civil parish Itchen Valley, i distriktet Winchester, i grevskapet Hampshire i England. Byn är belägen 4 km från Winchester. Easton var en civil parish fram till 1932 när blev den en del av Itchen Valley. Civil parish hade 408 invånare år 1931. Byn nämndes i Domedagsboken (Domesday Book) år 1086, och kallades då Estune.